# Marc Levy
Pour les articles homonymes, voir Lévy et Marc Lévy (homonymie).
Marc Levy, parfois orthographié Marc Lévy, né le 16 octobre 1961 à Boulogne-Billancourt, est un romancier français devenu célèbre dès son premier roman, Et si c'était vrai…, adapté au cinéma en 2005.

## Biographie

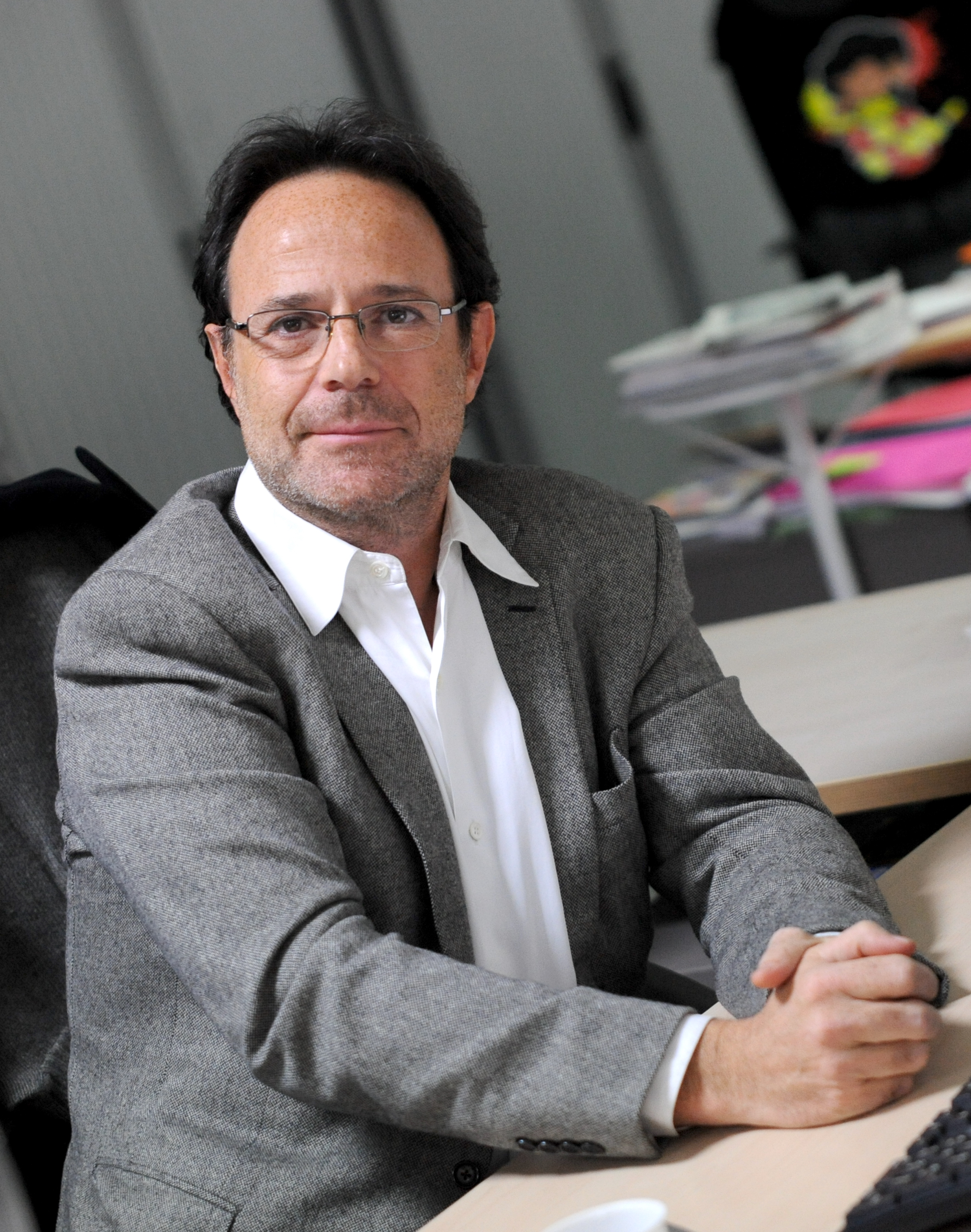
Marc Levy, le 07 décembre 2009 à Paris.

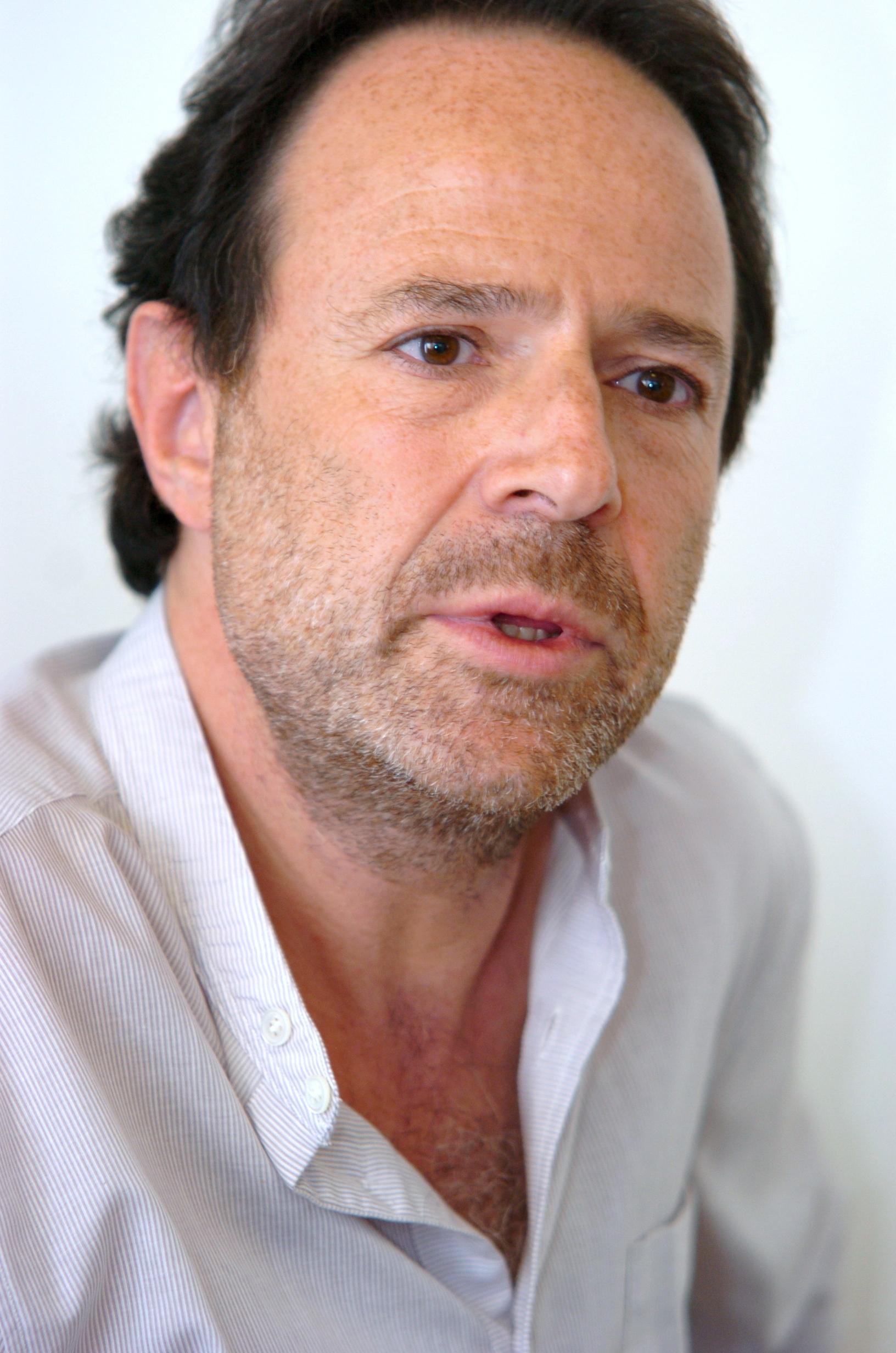
Marc Levy, le 14 mai 2008 à Paris.

Marc Levy est né le 16 octobre 1961 à Boulogne-Billancourt dans une famille juive française. Son père, Raymond Lévy, éditeur, écrivain et résistant, auteur d'un recueil de nouvelles en partie consacré au Groupe Manouchian et récompensé par le Prix Fénéon 1953, s'est évadé du train de déportés qui les emmenait, son frère Claude Lévy et lui vers Dachau. Cette histoire est évoquée par Marc Levy dans son ouvrage Les Enfants de la liberté. Après guerre, ce père travaille dans un magasin avant de reprendre les éditions d'art de son beau-père tandis que son épouse est agente immobilière.
Marc Levy entre à dix-huit ans à la Croix-Rouge française dans les Hauts-de-Seine, tout d’abord comme secouriste, et y reste six ans en prenant notamment des fonctions dans la gestion opérationnelle départementale tout en poursuivant des études de gestion et d’informatique à l’université Paris-Dauphine.
En 1983, il crée sa première entreprise avec deux associés (Mickael Bendavid et Xavier Poncin), Logitec France, basée au départ dans les locaux du quai Voltaire à Paris puis à Boulogne-Billancourt (à ne pas confondre avec un certain nombre de sociétés au nom similaire).
En 1988, il ouvre une unité chargée de développer une carte de traitement d'images à Sophia Antipolis avec les ingénieurs de la société américaine Spectrum HoloByte. Le projet échoue, ce qui aboutit en 1989 à la perte de contrôle de la société, qui dépose le bilan quelques mois plus tard.
À l'âge de 29 ans, il repart de zéro, et fonde avec son beau-frère (le frère de sa première femme) un cabinet d’architecture de bureau, Eurythmic Cloiselec.
En 2000, après l'immense succès de son premier roman Et si c'était vrai aux Éditions Robert Laffont, Marc Levy démissionne à 38 ans de son cabinet d'architecture et part habiter à Londres pour se consacrer exclusivement à l'écriture. L'ouvrage est traduit dans une quarantaine de langues, publié dans 32 pays et se vend à cinq millions d'exemplaires, restant classé durant deux ans sur les listes de meilleures ventes. DreamWorks SKG en acquiert les droits d'adaptation cinématographique. Le film, intitulé en langue anglaise Just Like Heaven, réalisé par Mark Waters, interprété par Reese Witherspoon et Mark Ruffalo, se classe premier du box-office américain lors de sa sortie en 2005.
Depuis janvier 2017, Marc Levy propose à McDonald's des histoires qui sont illustrées dans les menus Happy Meals. Elles contiennent les aventures de quatre enfants qui retournent dans le passé grâce à la magie, évoquant des faits historiques, comme l'envol de la montgolfière ou expliquant des expressions françaises.
Marc Levy est le frère de Lorraine Lévy, auteure de théâtre, scénariste, réalisatrice. Il est le cousin de Julie Andrieu, son grand-père maternel ayant épousé en deuxièmes noces la mère de Nicole Courcel.
Il est le parrain de la Fondation pour la Recherche Médicale (FRM).

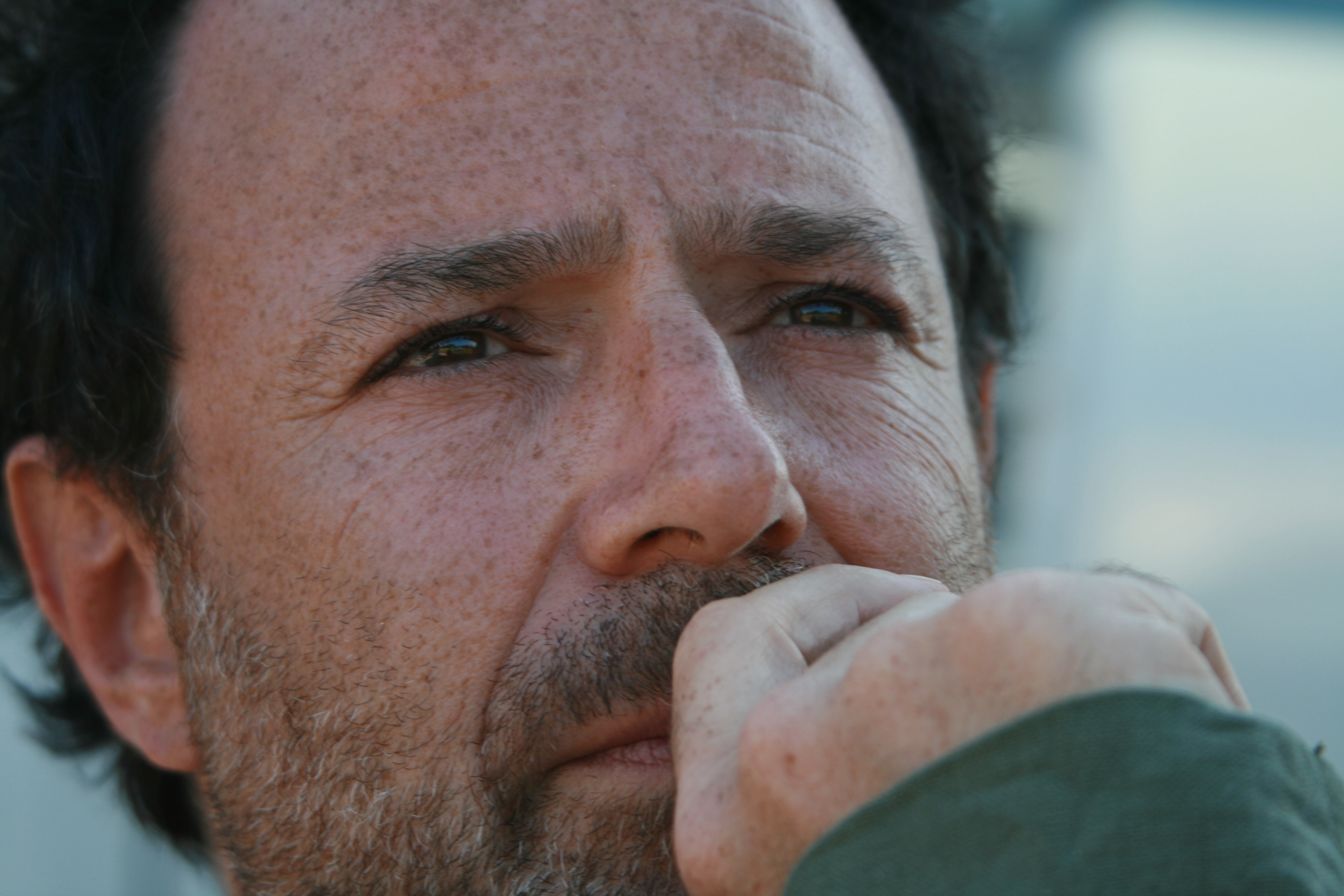
Marc Levy en 2006.

## Publications
- 2000 : Et si c'était vrai…, éditions Robert Laffont Prix Goya du premier roman
- 2001 : Où es-tu ?, éditions Robert Laffont
- 2003 : Sept jours pour une éternité…, éditions Robert Laffont
- 2004 : La Prochaine Fois, éditions Robert Laffont
- 2005 : Vous revoir, éditions Robert Laffont - suite de Et si c'était vrai… Publié en livre audio sous le titre Vous revoir, lu par Frédéric Meaux, Paris, 2011, éd. Audiolib, 1 disque compact (durée : 6 h 45 min),  (ISBN 9782356412423), (BNF 42389453)).
- 2006 : Mes amis mes amours, éditions Robert Laffont
- 2007 : Les Enfants de la liberté, éditions Robert Laffont Publié en livre audio sous le titre Les enfants de la liberté, lu par Emmanuel Dekoninck, Paris, 2008, éd. Audiolib, 1 disque compact (durée : 8 h 10 min),  (ISBN 9782356410054), (BNF 41202592)).
- 2008 : Toutes ces choses qu'on ne s'est pas dites, éditions Robert Laffont Publié en livre audio sous le titre Toutes ces choses qu'on ne s'est pas dites, lu par Maia Bara, Paris, 2010, éd. Audiolib, 1 disque compact (durée : 8 h 30 min),  (ISBN 9782356412416), (BNF 42307711)).
- 2009 :
  - Le Premier Jour, éditions Robert Laffont Publié en livre audio sous le titre Le premier jour, lu par Sébastien Hébrant, Paris, 2010, éd. Audiolib, 1 disque compact (durée : 11 h 34 min),  (ISBN 9782356412362), (BNF 42274829)).
  - La Première Nuit, éditions Robert Laffont - suite de Le Premier Jour Publié en livre audio sous le titre La première nuit, lu par Sébastien Hébrant, Paris, 2009, éd. Audiolib, 1 disque compact (durée : 11 h 38 min),  (ISBN 9782356412379), (BNF 42228274)).
- 2010 : Le Voleur d'ombres, éditions Robert Laffont Publié en livre audio sous le titre Le Voleur d'ombres, lu par Marc Levy, Paris, 2010, éd. Audiolib, 1 disque compact (durée : 5 h 24 min),  (ISBN 9782356412430), (BNF 42265355)).
- 2011 : L'Étrange Voyage de monsieur Daldry, éditions Robert Laffont - Versilio Publié en livre audio sous le titre L'Étrange Voyage de monsieur Daldry, lu par Valérie Muzzi, Paris, 2011, éd. Audiolib, 1 disque compact (durée : 8 h 45 min),  (ISBN 9782356413727), (BNF 42462996)).
- 2012 : Si c'était à refaire, éditions Robert Laffont - Versilio Publié en livre audio sous le titre Si c'était à refaire, lu par Michelangelo Marchese, Paris, 2012, éd. Audiolib, 1 disque compact (durée : 8 h 11 min),  (ISBN 9782356414939), (BNF 42678330)).
- 2013 : Un sentiment plus fort que la peur, éditions Robert Laffont - Versilio Publié en livre audio sous le titre Un sentiment plus fort que la peur, lu par Michelangelo Marchese, Paris, 2013, éd. Audiolib, 1 disque compact (durée : 8 h 45 min),  (ISBN 9782356415875), (BNF 43569283)).
- 2014 : Une autre idée du bonheur, éditions Robert Laffont - Versilio Publié en livre audio sous le titre Une autre idée du bonheur, lu par Odile Cohen, Paris, 2014, éd. Audiolib, 1 disque compact (durée : 7 h 58 min),  (ISBN 9782356417190), (BNF 43847986)).
- 2015 : Elle et Lui, éditions Robert Laffont - Versilio Publié en livre audio sous le titre Elle & Lui, lu par Hervé Bernard Omnes, Paris, 2015, éd. Audiolib, 1 disque compact (durée : 7 h 0 min),  (ISBN 9782356419460)).
- 2016 : L'Horizon à l'envers, éditions Robert Laffont - Versilio Publié en livre audio sous le titre L'Horizon à l'envers, lu par Audrey D'Hulstère, Paris, 2016, éd. Audiolib, 1 disque compact (durée : 9 h 48 min),  (ISBN 978-2367621210)).
- 2017 : La Dernière des Stanfield, éditions Robert Laffont - Versilio Publié en livre audio sous le titre La Dernière des Stanfield, lu par Anne-Sophie Nallino, Paris, 2017, éd. Audiolib, 1 disque compact (durée : 10 h 20 min),  (ISBN 978-2367624082)).
- 2018 : Une fille comme elle, éditions Robert Laffont - Versilio  (ISBN 978-2221157862).
- 2019 : Ghost in love… un roman, éditions Robert Laffont - Versilio
- 2020 : C’est arrivé la nuit, éditions Robert Laffont - série 9, tome 1
- 2021 : Le Crépuscule des fauves, éditions Robert Laffont[8] - série 9, tome 2
- 2022 : Noa, éditions Robert Laffont. série 9 tome 3. Publié le 15 mai 2022  (ISBN 9782221243596)
- 2022 : Éteignez tout et la vie s'allume, éditions Robert Laffont - Versilio. Publié le 22 novembre 2022  (ISBN 9782221268094)
- 2023 : La Symphonie des monstres illustrations de Pauline Lévêque, Robert Laffont-Versilio, 400 p., publié le 7 octobre.
- 2024 :La Librairie des livres interdits éditions Robert Laffont. Publié le 11 novembre 2024

#### SérieLe petit voleur d'ombres
Cette série de romans illustrés pour la jeunesse est inspirée du livre Le Voleur d'ombres de Marc Levy avec pour illustrateur Fred Bernard. 
1. Le petit voleur d'ombres, Éditions Robert Laffont, 2019
2. Perdu dans la forêt, Éditions Robert Laffont, 2019
3. Le terrible incident, Éditions Robert Laffont, 2020
4. Les secrets du grenier, Éditions Robert Laffont, 2020
5. Les grandes vacances, Éditions Robert Laffont, 2020
6. La nuit du grand orage, Éditions Robert Laffont, 2022
7. L’homme aux cerfs-volants, Éditions Robert Laffont, 2024
8. Le Mystère de la bibliothèque, Éditions Robert Laffont, 2024

## Nouvelles
- À une seconde près, nouvelle inédite, éditions Aubin imprimeur, janvier 2000
- Un conte d'auteurs, Avec Sophie Fontanel, édition Robert Laffont, 2003
- Dissemblance, dans 13 à table ! 2015 Paris : Pocket no 16073, novembre 2014  (ISBN 978-2-266-25405-2)
- Accords nus, dans 13 à table ! 2017. Paris : Pocket no 16745, novembre 2016, p. 149-162  (ISBN 978-2-266-27126-4)
- Les Voyageurs, dans 13 à table ! 2025. , novembre 2024, p. 129-143 (ISBN 978-2-266-34491-3)

## Paroles de chansons
- 2004 : Pour toi, écrite pour Jenifer et figurant sur son album Le Passage
- 2005 : Je t'écris, écrite pour Grégory Lemarchal et figurant sur son album Je deviens moi
- 2007 : T'aimer si mal, écrite pour Johnny Hallyday et figurant sur son album Le Cœur d'un homme

## Collaborations
- 2011 : Weepers Circus, N'importe où, hors du monde. Il s'agit d'un livre-disque dans lequel participe une quarantaine d'invités aux titres d'auteurs ou d'interprètes : Marc Levy y signe un texte inédit (non mis en musique) consacré à sa propre interprétation de ce titre de N'importe où, hors du monde.

## Court-métrage et films
- Novembre 2003 : La Lettre de Nabila, réalisé pour Amnesty International, adapté d'une nouvelle qu'il a coécrite avec Sophie Fontanel
- 2017 : Une famille formidable : l'éditeur de Jacques Beaumont (saison 14)

## Adaptation au cinéma et en bande dessinée

### Films adaptés de ses romans
- 2005 : Et si c'était vrai… (Just like heaven), produit par Dreamworks, réalisé par Mark Waters avec Reese Witherspoon et Mark Ruffalo
- 2008 : Où es-tu ?, téléfilm réalisé par Miguel Courtois avec Cristiana Reali, Elsa Lunghini, Philippe Bas
- 2008 : Mes amis, Mes amours réalisé par Lorraine Lévy (la sœur de Marc) avec Vincent Lindon, Pascal Elbé, Virginie Ledoyen, Mathias Mlekuz, Florence Foresti et Bernadette Lafont

### Adaptations en bande dessinée
- 2010 : Sept jours pour une éternité…, partie 1 - scénario : Éric Corbeyran, dessin : Espé, couleurs : Domnok - Éditions Casterman
- 2011 : Sept jours pour une éternité…, partie 2 - scénario : Éric Corbeyran, dessin : Espé, couleurs : Domnok - Éditions Casterman
- 2013 : Les enfants de la liberté - scénario : Marc Levy, dessin : Alain Grand - Éditions Casterman

## Réception critique

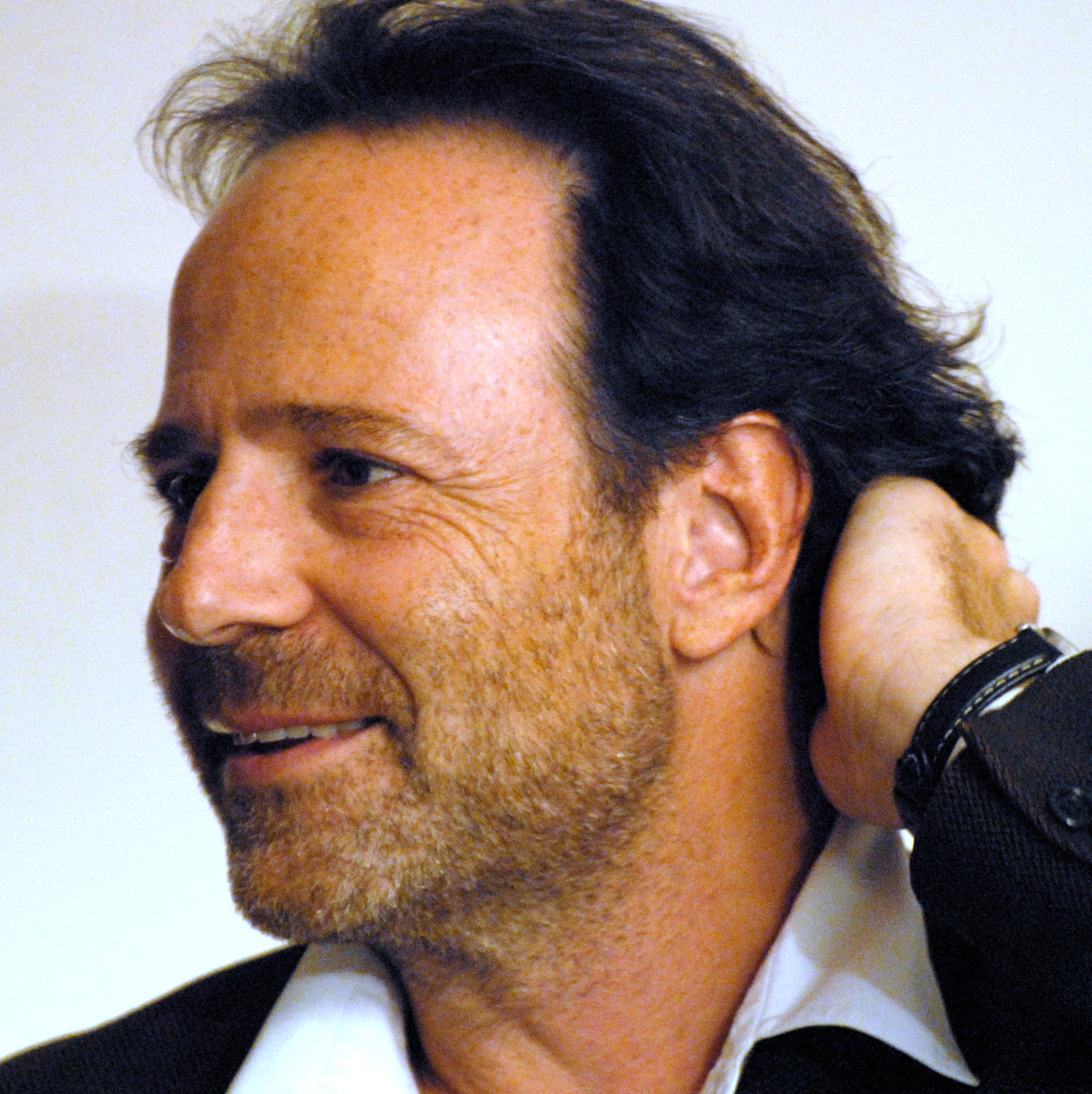
Marc Levy à Milan en 2008.

La critique littéraire est très divisée dans ses appréciations des différents romans de Marc Levy.

### Critique positive
- Mohammed Aïssaoui écrit dans Le Figaro de l’Étrange Voyage de Monsieur Daldry que c’est « un voyage initiatique, c’est une quête identitaire. Pour ma part c’est l’un de ses meilleurs romans, parce qu’il touche (…) et puis il va très très loin. »[10] Dans un autre article, Aïssaoui évoque le style visuel et très « cinématographique » de Marc Levy, lui permettant d'ailleurs d'être facilement courtisé par les producteurs de films car ses romans sont « aisément adaptables »[11].
- Pour Anne-Sylvie Sprenger, « Il y a beaucoup de poésie dans « L’étrange voyage de Monsieur Daldry ». Beaucoup d’âme. (…) Dans ce roman tendrement drôle, on retrouve les thèmes chers au romancier où se croisent l’amitié et la romance, l’humilité et le courage, l’amour sincère des autres et l’épanouissement personnel. »[12]
- Pierre Vavasseur voit dans Marc Levy « un remarquable conteur. »[13]
- Le Télégramme : 5 août 2010, Philippe Reinhard évoque le personnage principal du Voleur d'ombres en disant qu’il rappelait la figure de Holden Caulfield, le héros de L'Attrape-cœurs de J. D. Salinger[14].
- L'Express : Emmanuel Hecht dans une chronique du 30 juin 2010, explique que « Rien ne manque de la patte Levy : l’enfance, l’amour et l’amitié (…) plus une once d’humour à la manière du Petit Nicolas de Sempé. »[15]
- L'Est-Éclair : « un univers merveilleux sur fond d’amour et d’amitié où l’imaginaire transcende le quotidien et les relations entre les personnages. »[16]
- Le Temps : du 26 mai 2007 parle d’un « best-seller d’utilité publique. Cette lumière braquée sur la Résistance étrangère en France est une raison de se réjouir du succès des Enfants de la Liberté. » Par ailleurs, dans Le Monde du 4 mai 2007, Josyane Savigneau termine son article en expliquant qu’« En ces temps de repli identitaire, on peut assurément être heureux qu’un écrivain promis à de gros tirages écrive que le mot étranger est une des plus belles promesses du monde. »

### Critique négative
- de François Busnel évoque des livres « cousus de fil blanc et écrits avec 150 mots. C’est comme la série Les Feux de l'amour. On connaît déjà la fin, les émotions sont conditionnées et la morale toujours la même : l’amour est plus fort que la mort et nous nous retrouverons… Il n’y a aucune surprise »[17]. L'Express décrit les ingrédients du succès de l'écrivain : « l'enfance, l'amour et l'amitié à la sauce mélo »[18]. Luc Le Vaillant dans Libération décrit son écriture comme « minimaliste, pour ne pas dire minimale », supportée par une narration « des bons sentiments et des happy-end »[19].
- fluctuat.net reproche à Mes amis mes amours, publié en 2006, son « absence totale de surprise et de densité », le travail de l’écrivain pouvant être vu comme « la ligne claire de l’art populaire, l’œuvre qui refuse de vous rendre plus intelligent mais se met exactement et à tout moment à votre hauteur. Le tout est ordonnancé comme une sublime fabrique industrielle de clichés »[20].
- Dans Le Point, Patrick Besson avoue ne rien avoir compris à Sept jours pour une éternité, publié en 2003, dont il relève les clichés et les formules toutes faites (une idée qui « traverse » un esprit ; un ciel « sublime » ; « le plus grand des hasards » ; les mots qui n'ont pas un ordre mais un « ordonnancement »)[21].
- Le Nouvel Observateur : Grégoire Leménager qualifie Le Premier Jour, publié en 2009, de « romance sirupeuse écrite au petit bonheur où la « timidité » est forcément « maladive » et où le hasard fait toujours très bien les choses (voir p. 145 : le héros confie à son ami n’avoir jamais oublié une histoire d’amour qu’il a eue quinze ans plus tôt avec une étudiante ; et p. 176 : il la rencontre dans un ascenseur, elle l’embrasse dans la minute) ». Le critique n'y voit qu'un « précis de morale de supérette qui nous enseigne que « l'enfant que l’on a été reste à jamais en soi », que « l'amitié ne se construit pas sans preuves de confiance », qu'« un monde parfait » serait « un monde libre » ». L'histoire, « à dormir debout », est résumée d’une formule lapidaire : « plus débile, tu meurs »[22].
- Le style de Marc Levy a été parodié par Pascal Fioretto dans le pastiche Et si c’était niais ?[23], et a fait l’objet d’une analyse critique et ironique dans Le Jourde & Naulleau.

## Décorations
Le 11 juillet 2025, il est nommé au grade de chevalier dans l'ordre national de la Légion d'honneur au titre de « écrivain, scénariste ; 42 ans de services ».